# Hathifushi (Haa Alif-atol)
Hathifushi is een van de onbewoonde eilanden van het Haa Alif-atol behorende tot de Maldiven.
De zuidkant van het eiland is grotendeels begroeid, een aanzienlijk deel van de noordkant is bebouwd door mensen.